# برخن دیویس
 برخن دیویس (انگلیسی: Bergen Davis؛ زاده ۳۱ مارس ۱۸۶۹ درگذشته ۱۹۵۸) یک فیزیک‌دان اهل ایالات متحده آمریکا بود.